# Andrzej Skóra Obornicki
Andrzej Skóra Obornicki z Gaju herbu Abdank (zm. przed 30 marca 1627) – podczaszy kaliski w latach 1609-1626.
Syn Stanisława Skóry Obornickiego starosty obornickiego i Katarzyny Kretkowskiej córki Sylwestra Kretkowskiego kasztelana bydgoskiego. Poseł na sejm zwyczajny 1615 oraz sejm zwyczajny 1616 z Wielkopolski. 20 lutego 1615 wybrany do komisji sejmowej mającej zając się spornymi kwestiami wolności religijnej. Zmarł po 28 kwietnia 1626 a przed 30 marca 1627.